# 124143 Joséluiscorral
(124143) Joséluiscorral, denumire internațională (124143) Joseluiscorral, este un asteroid din centura principală de asteroizi.

## Descriere
124143 Joséluiscorral este un asteroid din centura principală de asteroizi. A fost descoperit pe 21 iunie 2001 la Calar Alto la Observatorul Calar Alto. Asteroidul prezintă o orbită caracterizată de o semiaxă mare de 2,33 ua, o excentricitate de 0,25 și o înclinație de 1,8° în raport cu ecliptica.